# 大和スタジアム
大和スタジアム（やまとスタジアム）は、神奈川県大和市の引地台公園にある野球場。通称「引地台球場」、「ドカベンスタジアム」。

## 概要
1980年7月に完成した。施設は大和市が所有し、財団法人大和市スポーツ・よか・みどり財団が指定管理者として運営管理を行っている。
夏の高校野球神奈川大会の会場として使用される球場である。
マンガ「ドカベン」のキャラクターのブロンズ像や壁画があることから「ドカベンスタジアム」という愛称がつけられている。
2014年4月1日に名称が引地台野球場から大和スタジアムに変更された。変更の理由は「引地台」という名前は他地域の人がわかりづらいため。変更を通して知名度アップを図るとしている。
2020年よりベースボール・チャレンジ・リーグ（ルートインBCリーグ）に加入した神奈川フューチャードリームスが初年度は公式戦1試合を開催したが、2021年以降は開幕当初より予定されていない。

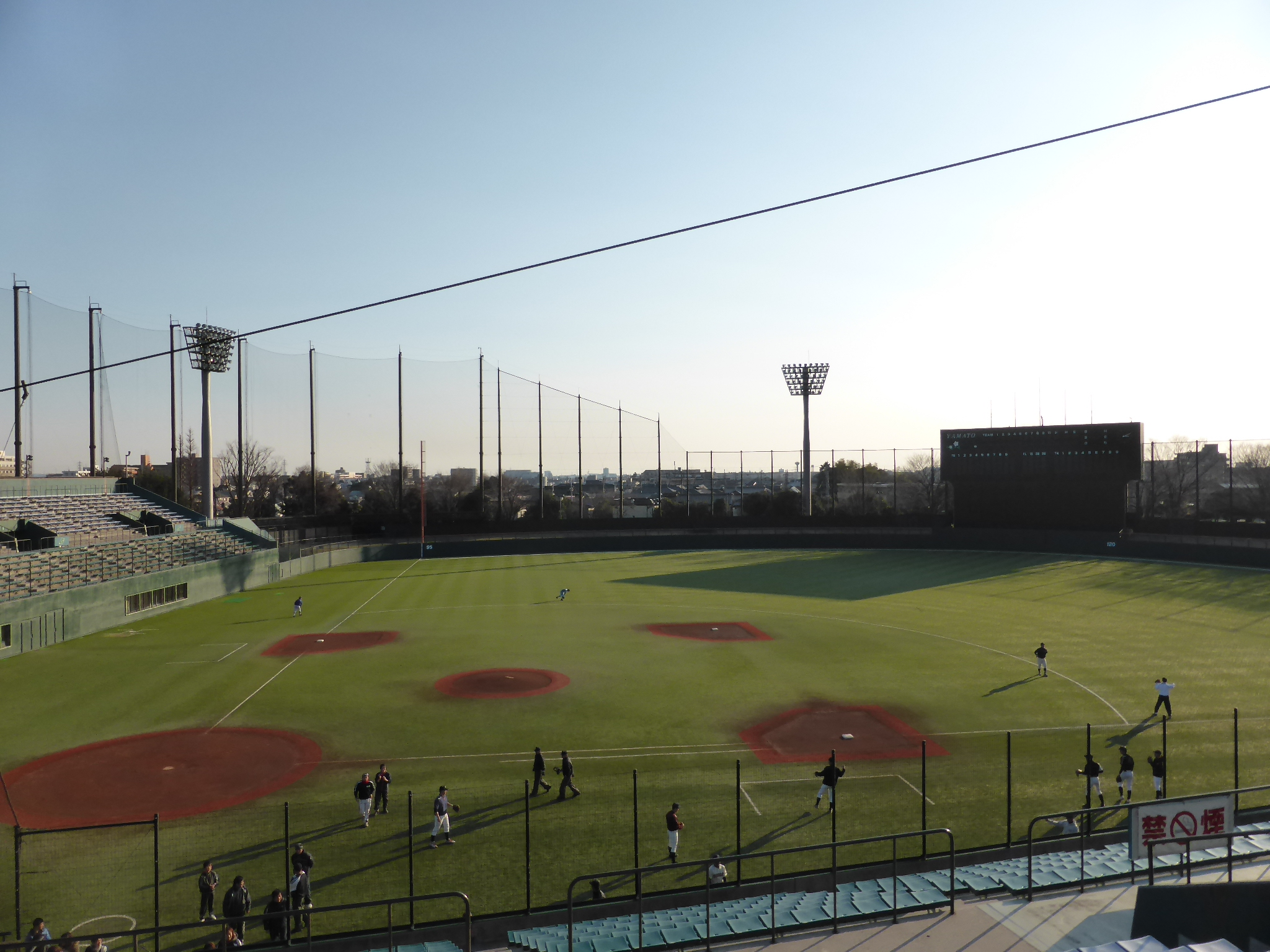
一塁側内野席からのフィールドとスコアボード
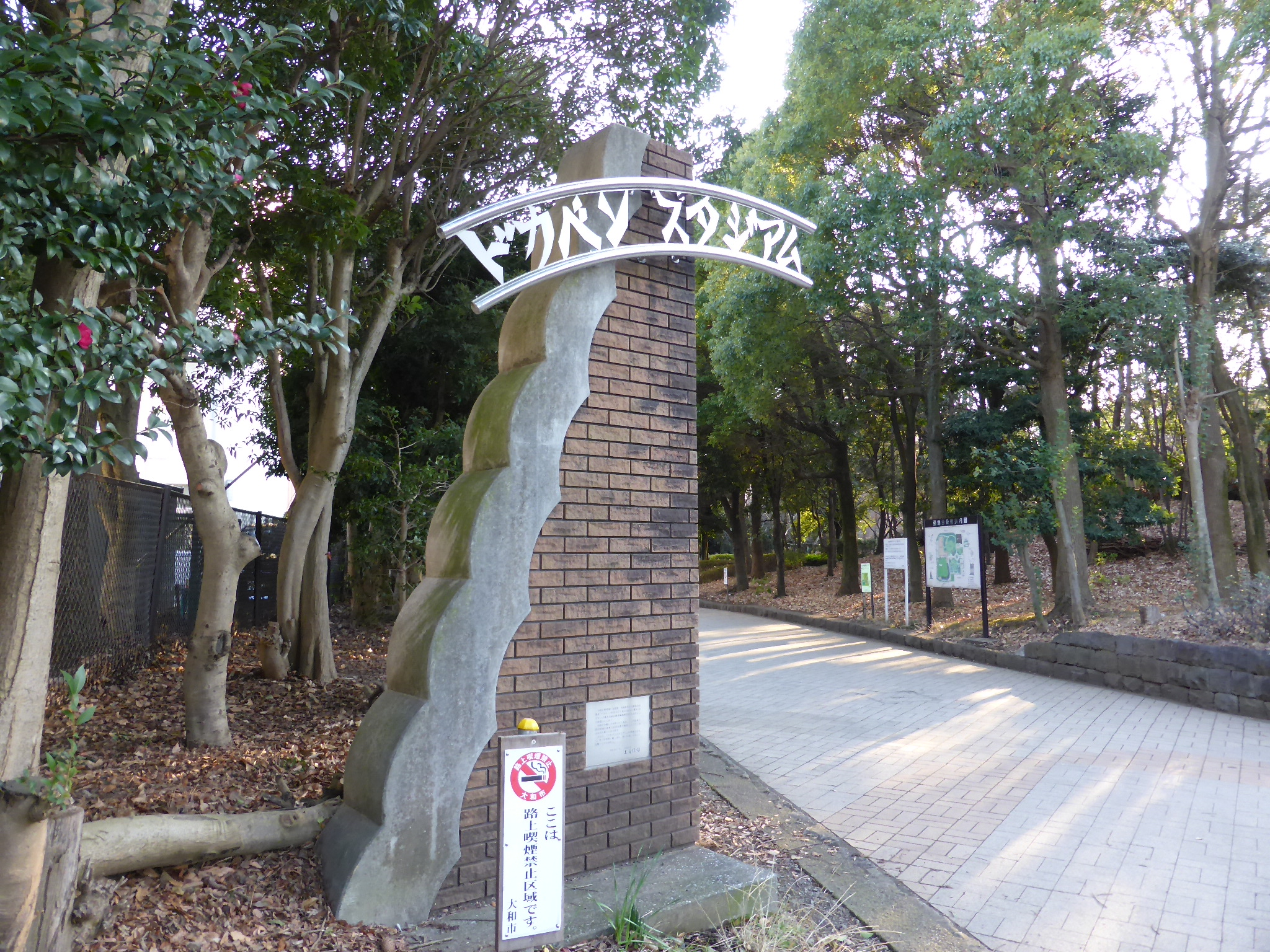
引地台公園にある大和スタジアムへの標識

## 歴史
- 1980年 - 開業。
- 1996年 - 全面改修完了。
- 2014年 - 人工芝の張り替え工事を実施。
- 2014年4月1日 - 大和スタジアムに名称を変更。

## 交通
- 小田急江ノ島線・相鉄本線 大和駅南口より徒歩約20分
- 大和市コミュニティバス「のろっと」　「引地台公園」下車徒歩約2分
- 小田急江ノ島線 桜ヶ丘駅より徒歩約10分